# Тройка Диалог
«Тройка Диалог» — российская инвестиционная компания. Штаб-квартира расположена в Москве.
С января 2012 года принадлежит ПАО «Сбербанк России», став Sberbank CIB.

## История
Компания основана в 1991 году. По данным за 2006 год, компания принадлежала партнёрству, в которое входило более 40 сотрудников, среди которых был Жак Дер Мегредичян (в то время заместитель генерального директора московского отделения банка Societe Generale). Более 70 % было у председателя совета директоров Рубена Варданяна.
По оценкам самого Варданяна, стоимость компании на декабрь 2006 превышала 1 млрд $.
В 2008 году было объявлено о полной смене имиджа организации. Ребрендинг проводила компания Interbrand.
В 2012 году было принято решение об упразднении бренда: «Тройки диалог» как бренда в инвестиционно-банковском бизнесе не останется", «В этом нет никакого смысла — если мы хотим развивать услуги группы Сбербанка, правильнее назваться Сбербанком», заявлял Рубен Варданян.

### Слияния и поглощения
В июле 2007 года «Тройка Диалог» в консорциуме с российско-казахстанской девелоперской компанией ИПГ «Евразия» и казахстанской нефтяной компанией Caspi Neft приобрела контрольный пакет акций турецкого химического холдинга Petkim Petrokimya. Стоимость сделки, в ходе которой консорциуму достался 51 % акций, составила 2,05 млрд $.

### Продажа компании
Летом 2006 года стало известно, что Рубен Варданян ищет покупателя на «Тройку», после того, как её менеджеры выкупили 5 % акций компании у последнего внешнего акционера — швейцарского фонда Hansa AG. Среди претендентов назывались (в порядке появления информации) J. P. Morgan, ВТБ и Credit Suisse. В декабре того же года Рубен Варданян в интервью «Ведомостям» рассказывал, что рассматривает варианты «стратегических альянсов с крупнейшими российскими, европейскими, американскими, южно-африканскими и японскими банками», а также консультируется с Goldman Sachs насчет возможного IPO «Тройки».
24 января 2007 года на экономическом форуме в Давосе президент ВТБ Андрей Костин заявил, что ведет переговоры о возможной покупке «Ренессанс Капитала» или «Тройки Диалог». В том же году Варданян в Давосе заявил агентству Reuters, что «Тройка» не планирует листинг и крупные сделки до президентских выборов 2008 года. 23 января 2007 года в интервью «Ведомостям» Варданян заявил, что примерная стоимость компании составляет 2,5-3 млрд долларов США. В начале марта 2009 года было объявлено о продаже 33 % «Тройки Диалог» южноафриканскому Standard Bank. Ожидалось, что банк выкупит дополнительную эмиссию российской компании за 200 млн $, а российский «Стандарт банк» присоединится к «Тройке» (в 2013 году, после переименования в ЗАО «Банк „Тройка Диалог“», он был продан частным лицам).
В итоге, 11 марта 2011 года стало известно о том, что «Сбербанк» покупает 100 % «Тройки Диалог» за сумму в 1 млрд $ (кроме того, в зависимости от результатов работы за три года, как ожидается, партнёры «Тройки» получат вознаграждение). В конце октября 2011 года сделка была одобрена ФАС России. О закрытии сделки было объявлено в январе 2012 года. 6 ноября 2012 года бизнес по управлению активами начинает работать под новым брендом «Сбербанк управление активами».

### Офшорная сеть
4 марта 2019 году журналисты Проекта по расследованию коррупции и организованной преступности (OCCRP) и литовского издания 15min.lt опубликовали расследование, в котором описали созданную «Тройкой Диалог» обширную сеть офшорных компаний, работавшую, кроме прочего, с деньгами компаний, обвинённых в отмывании, обналичивании или нелегальном выводе из России финансовых средств. По заявлениям журналистов, в офшорах было зарегистрировано 76 компаний, через которые прошло порядка 4,6 млрд долларов. В статье связывают «Тройку Диалог» с такими скандалами, как дело Магнитского, завышение стоимости заправки самолётов в аэропорту Шереметьево, уклонение от уплаты налогов страховыми компаниями (в частности «Росгосстрахом»). В качестве выгодоприобретателей указываются виолончелист Сергей Ролдугин, 80-летняя родственница самарского губернатора Владимира Артякова, менеджеры РАО ЕЭС и ближний круг Рубена Варданяна.
Рубен Варданян на обвинения в адрес компании ответил, что действовал в интересах клиентов, и в то время был совсем другой подход к международной финансовой деятельности; с криминалом он не имел дел и действовал в рамках закона.
14 марта 2019 года 22 депутата Европарламента подписали открытое письмо главе Еврокомиссии Жан-Клоду Юнкеру с просьбой помочь в проведении расследования в отношении «Тройки Диалог», Рубена Варданяна и бывшего владельца литовского банка Ukio Владимира Романова, получившего политическое убежище в России.
В сентябре 2019 года прокуратура Австрии не нашла оснований для официального расследования деятельности офшорной сети «Тройки Диалог».

## Собственники и руководство
100 процентов акций компании принадлежит ПАО «Сбербанк России».

## Деятельность
В «Тройку Диалог» входят одноимённые инвестиционная и управляющая компании, а также Troika Capital Partners, занимающаяся прямыми инвестициями. Компания имеет широкую продуктовую линейку: доверительное управление, ПИФы, индивидуальное брокерское обслуживание, интернет-трейдинг, инвестиционное страхование жизни, управление пенсионными накоплениями и др.
В линейке паевых инвестиционных фондов представлены 1 ЗПИФ недвижимости, 1 фонд денежного рынка, 2 фонда облигаций, 2 фонда смешанных инвестиций и 14 фондов акций.
Компания имеет пять офисов за рубежом: в Нью-Йорке, Лондоне, Киеве, на Кипре и в Алматы, а в России — региональные офисы в крупнейших городах: Санкт-Петербурге, Екатеринбурге, Челябинске, Перми, Нижнем Новгороде, Новосибирске, Красноярске, Иркутске, Самаре, Казани, Уфе, Ростове-на-Дону, Краснодаре, Волгограде, Воронеже, Ярославле, Тюмени, Владивостоке, Хабаровске и Набережных Челнах.
На март 2011 года компании принадлежало 10 % акций РТС и 4,02 % «Трансаэро». Также на 1 апреля 2011 года компании принадлежало 25 % акций «АвтоВАЗа» и 27,26 % «КАМАЗа».

### Финансовые показатели
Выручка компании за финансовый год закончившийся 30 сентября 2010 года по US GAAP составила 452,4 млн $ (годом ранее — 334 млн $), чистая прибыль — 42,346 млн $ (годом ранее — чистый убыток 49,672 млн $). Из общей суммы выручки 268,786 млн $ было заработано на торговых операциях, от инвестиционно-банковского бизнеса — 62,51 млн $, бизнеса по управлению активами — 36,83 млн $. Активы «Тройки» на 30 сентября 2010 года составляли 5,75 млрд $, капитал — 872 млн $.

## Достижения
В 2009 году наилучший результат среди открытых ПИФов России показал отраслевой фонд «Тройка Диалог — Телекоммуникации» под управлением УК «Тройка Диалог», заработавший 306 %. В 2010 году фонд «Тройка Диалог — Потребительский сектор» под управлением УК «Тройка Диалог» заработал 76,33 %, что является лучшим результатом среди всех открытых фондов России.
По данным портала Investfunds.ru на 31.05.2011 года «Тройка Диалог» являлась крупнейшей управляющей компанией открытых паевых фондов России и имела суммарную стоимость чистых активов почти 20,9 млрд руб с долей рынка более 21,5 %.
Также «Тройка Диалог» является лидером по обороту торгов на бирже ММВБ. По итогам первого полугодия 2011 года, совокупный объём торгов Тройки составил 6,23 трлн руб.
Известный финансовый журнал Global Finance в выборе лучших мировых инвестиционных банков в 2010 году присвоил «Тройке Диалог» звание «Лучший инвестиционный банк в России». Аналитическая команда Тройки Диалог не раз признавалась лучшей на рынке. Так, в 2010 году команда аналитиков Тройки стала лучшей в России, по мнению рэнкингов Thomson Reuters Extel и Institutional Investor.

## Форум Россия
В 2008—2013 года компания «Тройка Диалог» выступала организатором трёхдневного делового форума «Форум Россия». Подобно встрече Всемирного экономического форума в Давосе, «Форум Россия» собирает в столице России крупных международных инвесторов, российских и зарубежных политических лидеров, общественных деятелей и руководителей крупнейших компаний мира для обсуждения социальных, экономических, политических и финансовых проблем, стоящих перед Россией в контексте глобальной экономики. За годы проведения форума его посетило множество авторитетных мировых финансистов, таких как Алан Гринспен, Нуриэль Рубини, Пол Вулфовиц, Нассим Талеб и др.